# NGC 4965
NGC 4965 ist eine Balken-Spiralgalaxie mit ausgedehnten Sternentstehungsgebieten vom Hubble-Typ SBcd im Sternbild der Hydra südlich der Ekliptik. Sie ist schätzungsweise 95 Millionen Lichtjahre von der Milchstraße entfernt und hat einen Durchmesser von etwa 70.000 Lj.

Im selben Himmelsareal befindet sich u. a. die Galaxie NGC 4980.
Die Typ-II-n-Supernova SN 2000P wurde hier beobachtet.
Das Objekt wurde am 5. Mai 1834 von John Herschel mit einem 18-Zoll-Spiegelteleskop entdeckt, der sie dabei mit „vF, vL, oval; vglbM, 3′ long, 2′ broad“ beschrieb. Bei einer zweiten Beobachtung notierte er „eF, vL, oval; vlbM, 3′“.

## NGC 4965-Gruppe (LGG 331)
| Galaxie   | Alternativname | Entfernung/Mio. Lj |
| --------- | -------------- | ------------------ |
| NGC 4965  | PGC 45437      | 95                 |
| PGC 45405 | ESO 443-69     | 93                 |
| PGC 45701 | ESO 443-79     | 193                |
| PGC 45764 | ESO 443-80     | 88                 |